# Legio VI Hispana

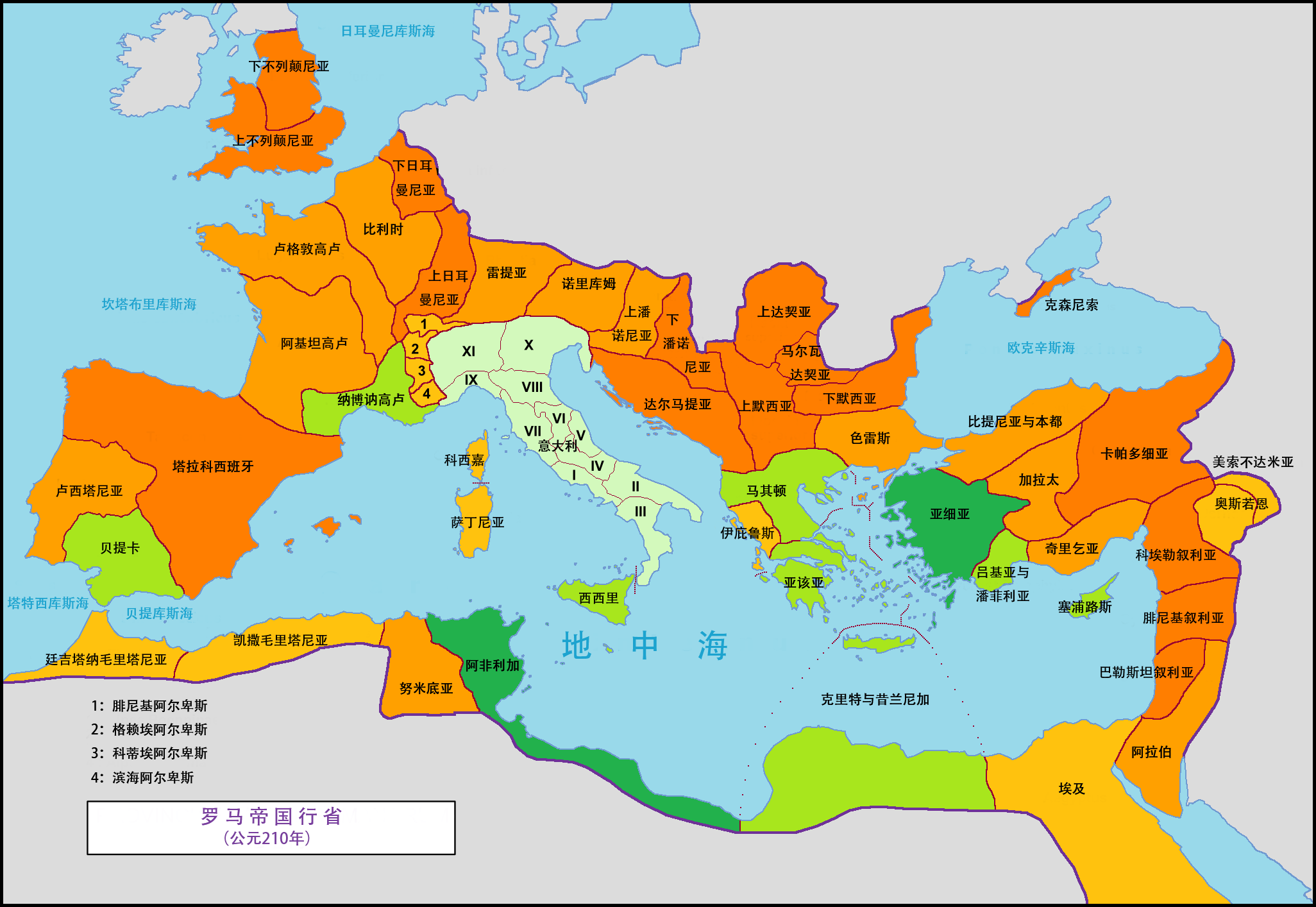
Carte de l'Empire romain en 210 avant J.C.

La Legio VI Hispana (litt : Sixième légion espagnole) fut possiblement une légion de l’armée impériale romaine ayant existé  soit aux Ier et IIe siècles, soit au IIIe siècle. Toutefois, la rareté des sources et la possibilité que les inscriptions sur lesquelles s’appuient les preuves de son existence soient erronées ont conduit divers historiens à mettre en doute la réalité de son existence ou à suggérer qu’il  y ait eu confusion avec les légions VII Gemina ou IX Hispana.

## Les sources
Seules quelques inscriptions attestent l’existence de la Legio VI Hispana :
1. AE 1917/18, 00002 et sept autres inscriptions similaires trouvées à Corinthe honorant la mémoire de Tiberius Claudius Dinippus, décrit comme un tribun militaire de la « VI Hispana » (appelée « VI Hispanensis » dans trois de ces inscriptions).  Texte : « LEG VI HISP ». Date : règne de Néron (54-68).
2. CIL III, 8069 : Estampille sur brique de Dacie (Szent Mihaly, Hongrie). Texte : « LEG VI HIS ». Date : incertaine.
3. CIL V, 4381. De Brescia, Italie. Texte : [LE]G HI///// ». Date : vers 100.
4. Inscriptiones Aquileiae I. 310. De Aquileia en Italie du Nord. Autel votif. Texte : « (Dedié) au dieu invincible Mithra. Lucius Septimius Cassianus, porte-enseigne de la légion IIIIII Hispana, agissant pendant le lustrum du centurion en chef Publius Porcius Faustus, accomplit librement ce vœu en l’honneur du (dieu) qui le mérite ». Date : 244-248.

## Liste des légions
Il est à peu près certain qu’il n’existait aucune Legio VI Hispana pendant le règne de Septime Sévère (r. 193-211). Deux listes des légions existant au cours de ce règne nous sont parvenues, l’une inscrite sur une colonne de Rome (CIL VI, 3492) et l’autre, énumérant les légions existant « à ce jour » écrite par Dion Cassius  dont l' Histoire romaine fut rédigée vers 210-232 (Histoire romaine, LV. 23-24). Ces deux listes doivent être datées des environs de 194 puisqu’elles mentionnent toutes deux les trois légions « Parthica » créées par Sévère cette année-là. Les deux listes donnent une énumération identique des trente-sept légions en existence. Dès lors, si une Legio VI Hispana avait effectivement existé, ceci aurait été avant ou après le règne de Septime Sévère. 

## Les théories

### Confusion entre légions
Au XIXe siècle, l’historien allemand Theodor Mommsen, soutint que la « IIIIII Hispana » mentionnée dans l’inscription d’Aquileia pouvait avoir été une erreur d’orthographe pour  « IX Hispana », celle-ci étant souvent gravée : « VIIII Hispana ». Le sculpteur aurait alors gravé « II » au lieu de « V ». Toutefois, il n’existe actuellement aucune preuve que la IX Hispana ait existé après 120. L’historien Sauveur mit de l’avant en 1918 que l’estampille sur brique indiquant « VI Hispana » pouvait avoir été une erreur au lieu de « VII Gemina », laquelle fut, de 70 jusqu’au IVe siècle la seule légion impériale stationnée de façon permanente en Espagne. Sauveur attribue également l’inscription de Brescia à la VI Victrix qui fut stationnée en Espagne pendant près d’un siècle (29 av. J.-C. – 70 ap. J.-C.) et aurait pu s’être vue attribuée le cognomen de « Hispana » à cette époque. Mais il n’existe aucune preuve que la VI Victrix ait jamais été connue comme portant ce surnom.

### Une possible légion duIerou duIIesiècle?
Selon Seyrig (1923), les preuves sont suffisantes pour conclure à l’existence de la Legio VI Hispana qui aurait été créée dans le nord de l’Espagne actuelle par le général Servius Sulpicius Galba (3 av. J.-C. – 69 ap. J.-C.) en 68 pour participer à son coup d’État contre l’empereur Néron (54-68). Il cite à cet effet Suétone qui écrit : « Galba leva parmi les peuples de sa province (Hispania Tarraconensis) des légions et des unités auxiliaires pour renforcer ses forces existantes consistant en une légion [VI Victrix] et [cinq régiments auxiliaires ] ». Mais Cassius ne mentionne que deux légions créées sous Galba, la VII Gemina et la I Adiutrix. Seyrig met de l’avant qu’une légion VI Hispana (ou au moins un détachement de celle-ci) aurait été déployé en Dacie pendant la période 70-150. Selon lui également, cette légion VI aurait été rayée de la carte au IIe siècle, avant 197.
La théorie de Seyrig s’appuie sur une datation remise en question de nos jours. Selon lui, l’inscription de Corinthe daterait des environs de 150, soit beaucoup plus tard que celle de 54-68 que l’on trouve dans le Epigraphik Datenbank (voir bibliographie). Seyrig croit également que l’inscription d’Aquileia daterait d’avant 197. Ceci est peu probable car les prénoms du porte-enseigne Cassianus, soit Lucius Septimus, montre que lui-même ou ses parents aurait acquis la citoyenneté romaine sous l’empereur Septime Sévère ou l’un de ses successeurs, c.a.d. au plus tôt en 193. De plus, l’inscription d’Aquileia a été datée du règne de Philippe l’Arabe à la fois par son style et par son contenu. La principale autre objection à la thèse de Seyrig est qu’aucune autre preuve de l’existence d’une VI Hispana n’a été trouvée depuis 1923 en dépit d’un siècle de recherches archéologiques intenses des sites militaires romains en Europe et de la découverte de dizaines de milliers d’inscriptions romaines. Il semble peu plausible qu’une légion impériale ayant existé au Ier ou au IIe siècle n’ait pas laissé d’autres traces.

### Une possible légion duIIIesiècle?
La datation de l’inscription d’Aquileia sous le règne de l’empereur Philippe l’Arabe (r. 244-249) a donné lieu à la théorie que la Legio VI Hispana aurait été créée sous la dynastie des Sévère (193-235) et qu’elle fut annihilée au cours des crises ayant marqué l’anarchie militaire du IIIe siècle, possiblement lors de la bataille d’Abrittus (251), alors que pratiquement toute l’armée romaine fut anéantie. Le qualificatif « Hispana » signifie probablement que ses premières recrues seraient venues d’Espagne.
La principale difficulté liée à cette théorie vient du fait que Dion Cassius n’inclut aucune Legio VI Hispana dans la liste qu’il dresse des légions existant au moment où il écrit son Histoire romaine (210-235). Cette omission pourrait s’expliquer si la légion avait été créée ou bien après la rédaction de son Histoire ou son décès. Dans ce cas, la création de la légion aurait eu lieu sous les règnes des empereurs Alexandre Sévère (r. 222 – 235), Maximinus Ier le Thrace (r. 235 – 238) ou même sous Philippe lui-même.
L’absence de toute autre preuve n’implique pas toutefois l’inexistence de cette légion; en effet, on constate au IIIe siècle une nette diminution des inscriptions par rapport aux siècles précédents. De plus, si la légion a bel et bien été créée vers les années 230-244 et détruite en 251, elle ne dura qu’une décennie, expliquant ainsi l’absence d’inscriptions.

## Conclusion
L’existence de la Legio VI Hispana demeure incertaine. La thèse de Seyrig est basée sur quelques preuves douteuses. Bien qu’elle ne soit pas impossible, l’existence de cette légion au IIIe siècle ne repose finalement que sur une seule inscription, celle d’Aquileia, et de sa datation.